# Тонкотелые обезьяны
Тонкотелые обезьяны (лат. Colobinae) — подсемейство мартышковых (Cercopithecidae) отряда приматов. Это подсемейство делится на две трибы: толстотелы (Colobini) и тонкотелы (Presbytini). В целом в него входят 10 родов и 55 видов.

## Распространение
Обе трибы встречаются в различных географических регионах. Тонкотелы обитают на юге Китая и в Юго-Восточной Азии, а толстотелы живут в тропическом поясе Африки.

## Описание

### Внешний вид
Тонкотелые обезьяны являются приматами средней величины с длинным хвостом (исключение составляет лишь одноцветный симиас). Их шерсть может быть окрашена в разные цвета. Примечательно, что у почти всех видов детёныши отличаются по окраске от взрослых особей. У толстотелов в ходе эволюции существенно уменьшились большие пальцы на конечностях.

### Поведение
Тонкотелые обезьяны живут, как правило, на деревьях. Некоторые виды тем не менее встречаются и на земле. Их сферами обитания являются различные климатические зоны (например, тропические леса, мангровы, горные леса и саванны), однако в ареал не входят засушливые регионы. Представители подсемейства живут в группах, среди которых встречаются разные социальные формы.

### Питание
Тонкотелые обезьяны почти исключительно травоядные и питаются главным образом листьями, лепестками и фруктами. Изредка едят насекомых и других мелких животных. Поскольку в рационе тонкотелых преобладает трудноперевариваемая листва, у них сложный, многокамерный желудок, подобный характерному для жвачных. В отличие от мартышковых в узком смысле (Cercopithecinae) у них нет защёчных мешков.

### Размножение
Беременность длится в среднем шесть или семь месяцев, после чего самка рожает одного детёныша. В годовалом возрасте он перестаёт питаться молоком, а в возрасте от трёх до шести лет достигает половой зрелости. Средняя продолжительность жизни тонкотелых обезьян составляет 20 лет. Самцы некоторых подвидов тонкотелых обезьян убивают чужих новорождённых детенышей.

## Угрозы
Главную угрозу для тонкотелых обезьян представляет разрушение и сокращение их жизненного пространства вследствие превращения лесов в сельскохозяйственные земли. Ареал многих видов весьма мал, из-за чего больша́я часть тонкотелых обезьян фигурирует в красных книгах. Из 35 видов 14 считаются находящимися под угрозой, из них два — под серьёзной. По отношению к некоторым видам отсутствуют достаточные данные.

## Систематика
Тонкотелые обезьяны делятся на две трибы с десятью родами. Их классификация, однако, не бесспорна:
- подсемейство тонкотелые обезьяны (Colobinae)[3]
  - триба Colobini — Толстотелы
    - род Colobus — Колобусы
      - Colobus satanas — Чёрный колобус
      - Colobus angolensis — Ангольский колобус
      - Colobus polykomos — Королевский колобус
      - Colobus vellerosus — Белоногий колобус
      - Colobus guereza — Восточный колобус

    - род Piliocolobus — Красные колобусы
      - Piliocolobus badius — Красный колобус
      - Piliocolobus pennantii — Гвинейский колобус
      - Piliocolobus preussi — Камерунский колобус
      - Piliocolobus tholloni — Краснохохлый колобус
      - Piliocolobus foai
      - Piliocolobus tephrosceles
      - Piliocolobus gordonorum
      - Piliocolobus kirkii — Колобус Кирка
      - Piliocolobus rufomitratus
      - Piliocolobus epieni
      - Piliocolobus epieni
      - Piliocolobus langi
      - Piliocolobus oustaleti
      - Piliocolobus parmentieri
      - Piliocolobus semlikiensis

    - род Procolobus
      - Procolobus verus — Зелёный колобус

  - триба Presbytini — Тонкотелы (триба)
    - род Semnopithecus — Гульманы
      - Semnopithecus schistaceus
      - Semnopithecus ajax
      - Semnopithecus hector
      - Semnopithecus entellus — Гульман
      - Semnopithecus hypoleucos — Малабарский гульман
      - Semnopithecus dussumieri
      - Semnopithecus priam

    - род Trachypithecus — Кази (род)
      - Trachypithecus vetulus — Краснолицый гульман
      - Trachypithecus johnii — Капюшонный гульман
      - Trachypithecus auratus — Блестящий гульман
      - Trachypithecus cristatus — Гривистый тонкотел
      - Trachypithecus germaini
      - Trachypithecus barbei — Тонкотел Барби
      - Trachypithecus obscurus — Очковый тонкотел
      - Trachypithecus phayrei
      - Trachypithecus pileatus — Хохлатый тонкотел
      - Trachypithecus shortridgei
      - Trachypithecus geei — Золотой лангур
      - Trachypithecus francoisi — Тонкинский гульман
      - Trachypithecus hatinhensis — Гололобый гульман
      - Trachypithecus poliocephalus
      - Trachypithecus laotum — Белолобый гульман
      - Trachypithecus delacouri — Белозадый гульман
      - Trachypithecus ebenus

    - род Лангуры — Presbytis, или тонкотелы
      - Presbytis melalophos — Суматранский лангур
      - Presbytis femoralis — Полосатый лангур
      - Presbytis chrysomelas
      - Presbytis siamensis
      - Presbytis frontata — Гололобый лангур
      - Presbytis comata — Сероватый лангур
      - Presbytis thomasi
      - Presbytis hosei
      - Presbytis rubicunda — Красный лангур
      - Presbytis potenziani — Ментавайский лангур
      - Presbytis natunae
      - Presbytis bicolor
      - Presbytis sumatrana
      - Presbytis mitrata
      - Presbytis robinsoni
      - Presbytis percura
      - Presbytis sabana
      - Presbytis canicrus
      - Presbytis siberu

    - род Pygathrix — Пигатриксы
      - Pygathrix nemaeus — Немейский тонкотел
      - Pygathrix nigripes — Черноногий тонкотел
      - Pygathrix cinerea

    - род Rhinopithecus
      - Rhinopithecus roxellana — Рокселланов ринопитек
      - Rhinopithecus bieti — Чёрный ринопитек
      - Rhinopithecus brelichi — Гуйчжоуский тонкотел
      - Rhinopithecus avunculus — Тонкинский ринопитек
      - Rhinopithecus strykeri — Бирманская курносая обезьяна

    - род Simias — Симиасы
      - Simias concolor — Одноцветный симиас

    - род Nasalis — Носачи
      - Nasalis larvatus — Носач

    - род † Mesopithecus — Мезопитеки
      - † Mesopithecus pentelici